# Torri Michelin Nord
Per Torri Michelin Nord si intendono comunemente tre grattacieli situati nel rione Spina 3, quartiere Borgata Vittoria (zona Borgata Tesso) di Torino. Gli edifici, ultimati nel 2005, sono compresi nel quadrilatero delimitato da via Orvieto, corso Mortara, via Mondrone e via Tesso.
Non esiste una denominazione ufficiale per designare i tre edifici. Nel linguaggio popolare torinese, sono chiamate sovente:
- Torri Michelin Nord, in quanto l'area dove sorgono era un tempo occupata da uno stabilimento del famoso marchio di pneumatici francese;
- Torri di Corso Mortara, in quanto si affacciano sul medesimo corso;
- A volte, genericamente, ci si riferisce all'insieme delle tre torri con l'espressione Villaggio Media, in quanto nel 2006 ha ospitato le residenze temporanee per i giornalisti impegnati nelle cronache delle Olimpiadi invernali di Torino 2006.
- La torre centrale è conosciuta anche come Torre Monaco, in ricordo di Antonino Monaco, un rappresentante del movimento cooperativo piemontese, che propose al Comune di Torino la costruzione del complesso.[1]

## Struttura
Le tre torri hanno caratteristiche simili. Tutte hanno 21 piani di altezza e sono orientate verso corso Mortara, delineando così un insieme architettonico ben definito.
Tuttavia, sono state progettate da tre diversi architetti e hanno tre altezze diverse:
- La torre est è alta 74 metri ed è stata progettata dallo studio AI, insieme alla parte di isolato che si affaccia sul parco;
- La torre centrale è alta 78 metri ed è stata progettata dallo studio Picco, insieme all'edificio posto in prossimità dell'angolo nord-est dell'isolato;
- La torre ovest è alta 72 metri ed è stata progettata dall'architetto Giorgio Rosenthal, insieme agli edifici che si affacciano su via Orvieto.

Sei edifici più bassi sono inoltre disposti lungo il perimetro del lotto e unificati tramite un basamento comune, che consente anche di superare il dislivello di 5 metri che caratterizza l'area.